# جي بي إيزولا 2016
جي بي إيزولا 2016 (بالسلوفينية: VN Izole 2016 )‏ هو سباق دراجات هوائية، وهو الموسم رقم 3 من نفس السباق، وأقيم في 28 فبراير 2016، وامتدّ لمسافة 156.5 كيلومتر، وهو أحد سباقات طواف أوروبا للدراجات 2016، وهو من نوع سباق يوم واحد، وقد شارك في السباق 187 متسابقاً، ووصل إلى نهايته 114 متسابقاً.
فاز فيه بالمركز الأول Jure Golčer ‏، وبالمركز الثاني Markus Eibegger ‏، وبالمركز الثالث Markus Freiberger ‏.

## الفرق
| Unknown team category |  |
|                       |  |

## وصلات خارجية
- الموقع الرسمي
- جي بي إيزولا 2016 على موقع إحصائيات الدراجات الإحترافية (الإنجليزية)